# انتشارات توماس دان
انتشارات توماس دان (به انگلیسی: Thomas Dunne Books) زیرمجموعه‌ای از انتشارات سینت مارتین بود که خود زیرمجموعه‌ای از انتشارات مک‌میلان محسوب می‌شود. از سال ۱۹۸۶ تا آوریل ۲۰۲۰، این انتشارات به انتشار آثار داستانی و غیرداستانی پرطرفدار تجاری می‌پرداخت.